# Alessio (nome)
Alessio  è un nome proprio di persona italiano maschile.

## Varianti
- Maschili: Alesso, Alessi
  - Ipocoristici: Alex, Ale, Alè
  - Alterati: Alessino[1]
- Femminili: Alessia

### Varianti in altre lingue
- Catalano: Aleix[2]
- Ceco: Aleš[2], Alexej[2]
- Corso: Alessiu
- Croato: Aleksej
  - Ipocoristici: Aljoša[2]
- Finlandese: Aleksi[2]
  - Ipocoristici: Ale[2]
- Francese: Alexis[2]
- Friulano: Alessi[3]
  - Ipocoristici: Lessi
- Galiziano: Aleixo[2]
- Greco antico: Αλέξιος (Alexios)[2][4], Ἄλεξις (Álexis)[2]
- Greco moderno: Αλέξιος (Alexios), Αλέξης (Alexīs)
- Inglese: Alexis[2][5]
- Latino: Alexius[1][2][5], Alexis[1]
- Ligure: Alescio[6]
  - Ipocoristici: Lescio
- Polacco: Aleksy[2]
- Portoghese: Aleixo[2]
- Russo: Алексей (Aleksej)[2]
  - Ipocoristici: Алёша (Alëša)[2], Лёша (Lëša)[2]
- Sardo: Alessiu
- Slovacco: Alexej[2]
- Sloveno: Aleksej[2]
  - Ipocoristici: Aljoša[2]
- Spagnolo: Alejo[2]
- Tedesco: Alexis[2]
- Ucraino: Олексій (Oleksij)[2]
- Ungherese: Elek[2]

## Origine e diffusione
Continua il nome latino Alexius, adattamento del greco Αλέξιος (Aléxios), a sua volta derivante da un più antico Ἄλεξις (Álexis); quest'ultimo è basato, probabilmente dal verbo ἀλέξω (alexo, o ἀλέξειν, aléxein, "proteggere", "difendere", da cui anche Alessandro), quindi può essere interpretato come "protettore", "difensore", "che soccorre".

## Onomastico
L'onomastico viene festeggiato solitamente il 17 luglio, in ricordo di sant'Alessio di Roma, mendicante; con questo nome si ricordano anche altri santi, alle date seguenti:
- 12 febbraio, sant'Alessio I, Metropolita di Kiev e di tutte le Rus', venerato dalla Chiesa ortodossa russa[4]
- 17 febbraio, sant'Alessio Falconieri, uno dei sette fondatori dell'Ordine dei Servi di Maria[4]
- 28 febbraio, beato Daniele Alessio Brottier, sacerdote[8]
- 7 maggio, sant'Alessio Toth, sacerdote, venerato dalla Chiesa ortodossa[9]
- 10 giugno, sant'Alessio, vescovo in Bitinia[4]
- 17 luglio, sant'Aleksej Nikolaevič Romanov, martire ad Ekaterinburg, venerato dalla Chiesa ortodossa russa
- 1º agosto, beato Alessio Sobaszek, sacerdote e martire a Dachau[8]
- 30 ottobre, beato Oleksa Zaryckyj, sacerdote e martire a Dolynska (presso Karaganda)[8][10]

## Persone

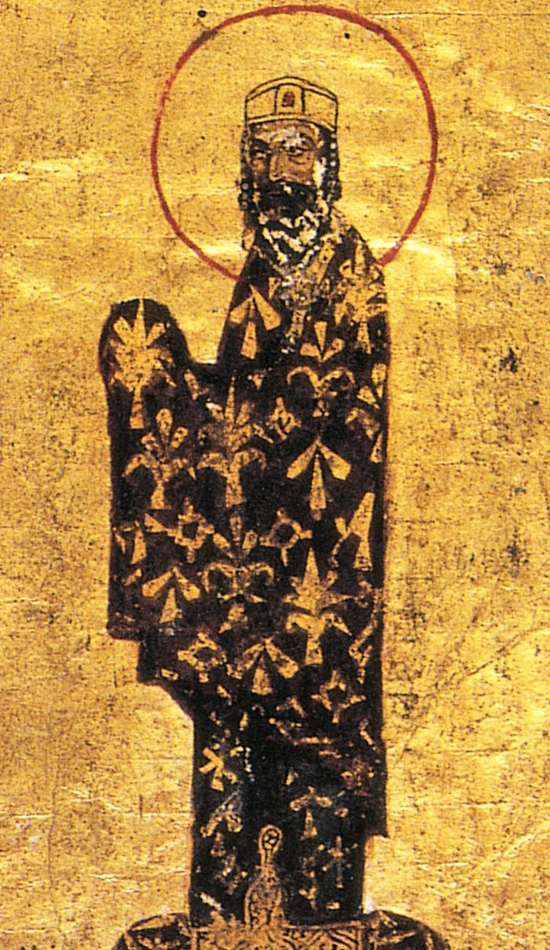
Alessio I Comneno

- Alessio III Angelo, imperatore bizantino
- Alessio IV Angelo, imperatore bizantino
- Alessio I Comneno, imperatore bizantino
- Alessio II Comneno, imperatore bizantino
- Alessio V Ducas detto Murzuflo ("dalle sopracciglia folte") (1140 – 1205), imperatore bizantino
- Alessio Melisseno Strategopulo, generale bizantino
- Alessio I di Trebisonda, imperatore di Trebisonda
- Alessio Boni, attore italiano
- Alessio Cerci, calciatore italiano
- Alessio Cigliano, attore, doppiatore, dialoghista e direttore di doppiaggio italiano
- Alessio Di Giovanni, poeta e drammaturgo italiano
- Alessio Simmaco Mazzocchi, presbitero, filologo, biblista e archeologo italiano
- Alessio Michajlovič, zar di tutte le Russie e padre di Pietro I di Russia detto il "Grande"
- Alessio Prati, compositore italiano
- Alessio Romagnoli, calciatore italiano
- Alessio Sakara, artista marziale misto italiano
- Alessio Sestu, calciatore italiano

### Variante Aleksej
- Aleksej Abrikosov, fisico russo

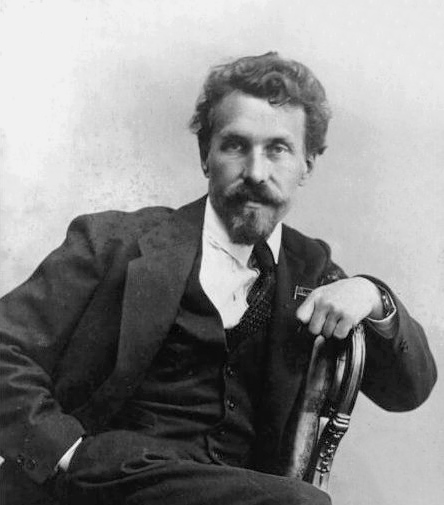
Aleksej Rykov

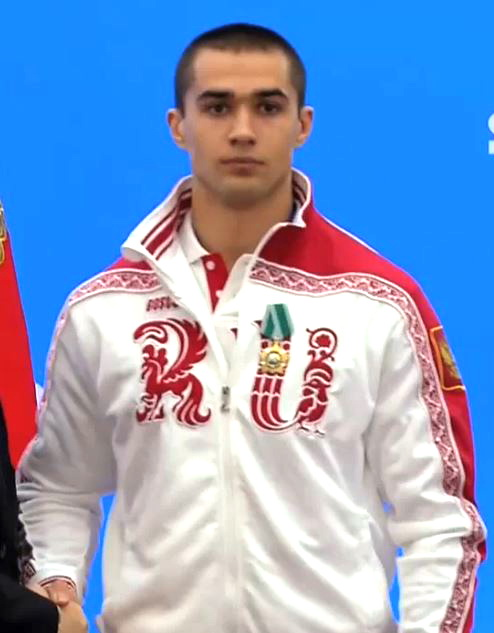
Aleksej Negodajlo

- Aleksej Berezuckij, calciatore russo
- Aleksej Dreev, scacchista russo
- Aleksej Naval'nyj, attivista, politico e blogger russo
- Aleksej Kosygin, politico sovietico
- Aleksej Negodajlo, bobbista russo
- Aleksej Maksimovič Peškov, vero nome di Maksim Gor'kij, scrittore russo
- Aleksej Aleksandrovič Romanov, figlio di Alessandro II di Russia
- Aleksej Nikolaevič Romanov, figlio di Nicola II di Russia
- Aleksej Petrovič Romanov, figlio di Pietro il Grande
- Aleksej Rykov, rivoluzionario e politico russo
- Aleksej Stachanov, minatore sovietico
- Aleksej Suvorin, editore, giornalista e scrittore russo
- Aleksej Konstantinovič Tolstoj, scrittore, poeta e drammaturgo russo
- Aleksej Nikolaevič Tolstoj, scrittore russo
- Aleksej Voevoda, bobbista russo

### Variante Oleksij

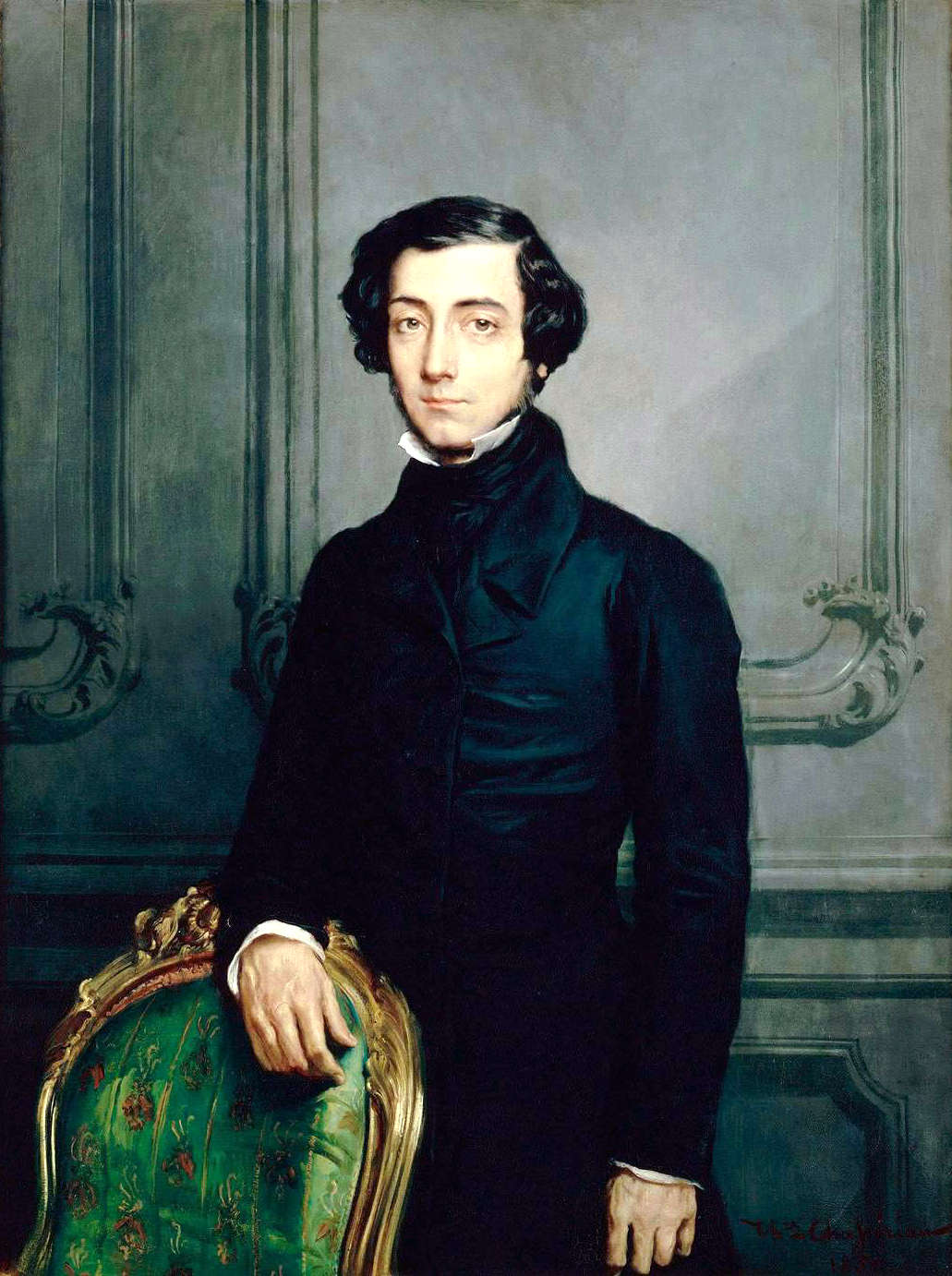
Alexis de Tocqueville

- Oleksij Antonov, calciatore ucraino
- Oleksij Bjelik, calciatore ucraino
- Oleksij Mychajlyčenko, calciatore e allenatore di calcio ucraino
- Oleksij Poljans'kyj, calciatore ucraino
- Oleksij Torochtij, sollevatore ucraino

### Variante Alexis

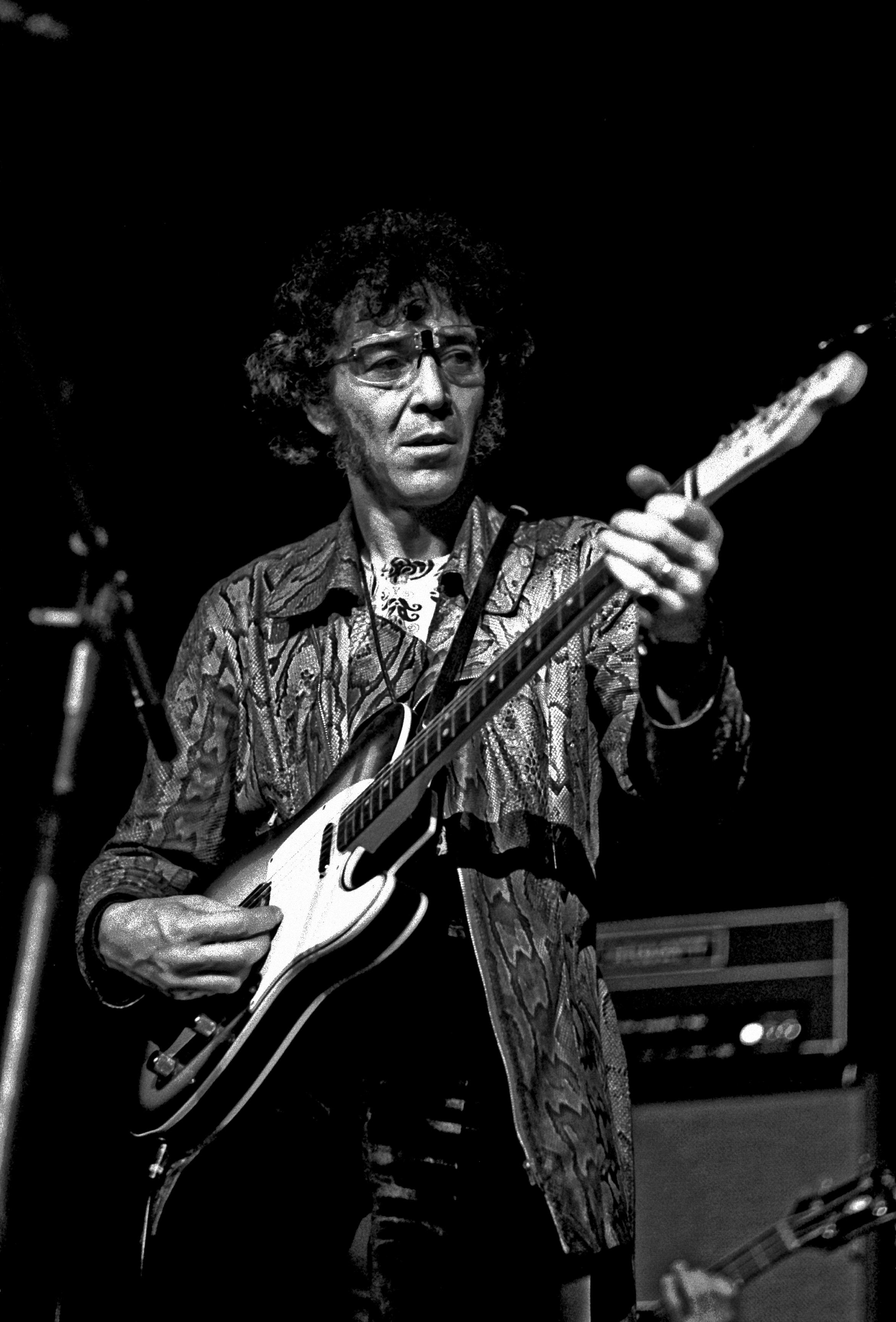
Alexis Korner

- Alexis Argüello, pugile e politico nicaraguense
- Alexis Simon Belle, pittore francese
- Alexis Billiet, cardinale e politico italiano
- Alexis Bouvard, astronomo francese
- Alexis Brocherel, alpinista italiano
- Alexis Carrel, chirurgo e biologo francese
- Alexis Clairault, matematico e astronomo francese
- Alexis Copello, atleta cubano
- Alexis de Abreu, medico portoghese
- Alexis de Tocqueville, filosofo, politico e storico francese
- Alexis Grimou, pittore francese
- Alexis Jenni, scrittore francese
- Alexis Korner, musicista britannico
- Alexis Sánchez, calciatore cileno
- Alexis Schauenburg, generale francese
- Alexis Louis Trinquet, operaio francese
- Alexīs Tsipras, politico greco
- Alexis Weissenberg, pianista bulgaro naturalizzato francese

### Variante Aleix
- Aleix Clapés, pittore spagnolo
- Aleix Espargaró, pilota motociclistico spagnolo
- Aleix Vidal, calciatore spagnolo

### Variante Alejo
- Alejo Carpentier, scrittore, giornalista e critico letterario cubano
- Alejo Fernández, pittore spagnolo
- Alejo García, esploratore e conquistador portoghese
- Alejo García Pintos, attore argentino

### Altre varianti

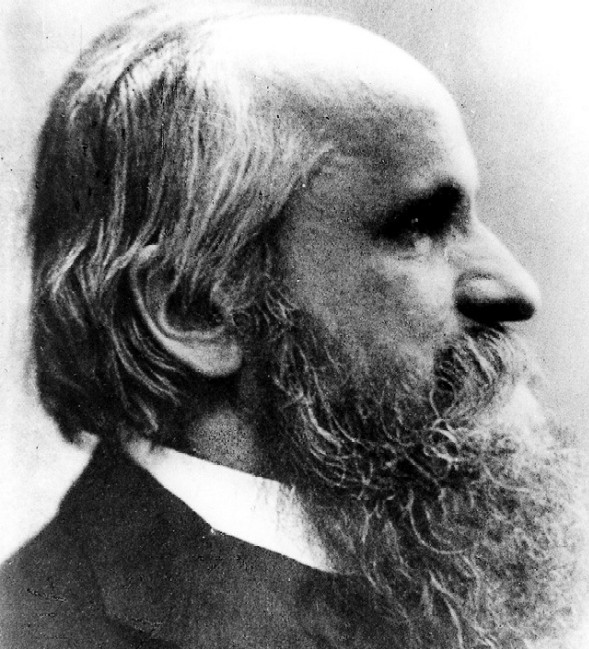
Alexius Meinong

- Alessi di Samo, storico greco antico
- Elek Bacsik, chitarrista e violinista ungherese
- Alesso Baldovinetti, pittore italiano
- Alexios Fetsios, tiratore greco
- Alexius Meinong, filosofo austriaco
- Aleksi Paananen, calciatore finlandese
- Elek Schwartz, allenatore di calcio e calciatore rumeno
- Aleksi Sihvonen, cantante finlandese
- Alexej von Jawlensky, pittore russo naturalizzato tedesco

## Il nome nelle arti
- Alëša Bricco è un personaggio dell'omonimo racconto di Lev Tolstoj.
- Alëša Popovič è un personaggio della tradizione popolare russa.
- Alessio "Alessi" Toscano (Malavoglia) è un personaggio del romanzo I Malavoglia di Giovanni Verga.
- Aleksej Kirillovič Vronskij e Aleksei Aleksandrovič Karenin sono l'amante ed il marito di Anna Karenina nell'omonimo romanzo di Lev Tolstoj.
- Aleksej Karamazov (Alëša) è una figura eminente del romanzo russo I fratelli Karamazov dello scrittore Dostoevskij.
- Aleksej Ivanovič è il protagonista del romanzo di Dostoevskij Il giocatore.
- Aleksei Sytsevich è il vero nome di Rhino, un personaggio dei fumetti Marvel Comics.
- Alessio è un personaggio della webserie animata Helluva Boss.